# Petra Wassiluk
Petra Wassiluk (Darmstadt, 27 oktober 1969) is een lange afstandsloopster uit Duitsland.
Wereldkampioenschap halve marathon 1997
Marathon van Frankfurt 2001
Op de Olympische Zomerspelen van Atlanta in 1996 nam Wassiluk voor Duitsland deel aan de 500 meter.
Vier jaar later, op de Olympische Zomerspelen van Sydney in 2000 nam ze deel aan de 10.000 meter.
Beide malen kwam ze niet voorbij de eerste ronde.
In 2002 stopte Wassiluk met topsport, en sedert dien geeft ze loop-coaching. Ook was ze in 2002 actief bij de organisatie van de Marathon van Frankfurt.

## Persoonlijk record
| Onderdeel | Resultaat | Jaar |
| --------- | --------- | ---- |
| 5000 m    | 15.15,17  | 1996 |
| 10.000 m  | 31.52,2   | 2000 |
| marathon  | 2:32.59   | 2001 |

| Onderdeel | Resultaat | Jaar |
| --------- | --------- | ---- |
| 5000 m    | 15.56,33  | 1999 |